# William P. Rogers
William P. Rogers (23. června 1913 Norfolk, New York – 2. ledna 2001 Bethesda) byl americký politik, který v letech 1969 až 1973 zastával post ministra zahraničních věcí USA ve vládě Richarda Nixona. V letech 1957 až 1961 působil v úřadu generálního prokurátora. Mezi jeho iniciativy patří takzvaný Rogersův plán, který měl stabilizovat arabsko-izraelský konflikt. V roce 1973 obdržel prezidentskou medaili svobody.
Pohřben je na Arlingtonském národním hřbitově.